# Zankyō Reference
Zankyō Reference (jap. 残響リファレン Zankyō Rifarensu) – piąty album studyjny japońskiego zespołu ONE OK ROCK, wydany 5 października 2011 roku. Płyta została wydana w formacie CD i limitowanej edycji CD+DVD. Album osiągnął 2 pozycję w rankingu Oricon i pozostał na listach przebojów przez 164 tygodni, sprzedał się w nakładzie 166 602 egzemplarzy. Zdobył status złotej płyty.

## Lista utworów
| Nr  | Tytuł                                                       | Słowa        | Kompozycja   | Czas |
| --- | ----------------------------------------------------------- | ------------ | ------------ | ---- |
| 1.  | "Coda"                                                      |              | Toru         | 0:50 |
| 2.  | "LOST AND FOUND"                                            | Taka         | Toru/Taka    | 3:03 |
| 3.  | "Answer is Near" (jap. アンサイズニア Ansa izu Nia)         | Taka         | Toru/Taka    | 3:40 |
| 4.  | "NO SCARED"                                                 | Taka         | Toru/Taka    | 3:39 |
| 5.  | "C.h.a.o.s.m.y.t.h."                                        | Taka         | ONE OK ROCK  | 5:18 |
| 6.  | "Mr. Gendai Speaker" (jap. Mr.現代Speaker)                  | Taka         | Toru/Taka    | 3:54 |
| 7.  | "Sekanshirazu no uchūhikōshi" (jap. 世間知らずの宇宙飛行士) | Tomoya/Ryota | Tomoya/Ryota | 3:32 |
| 8.  | "Re:make"                                                   | Taka         | Taka         | 3:25 |
| 9.  | "Pierce"                                                    | Taka         | Taka         | 4:25 |
| 10. | "Let's take it someday"                                     | Taka         | Taka         | 3:41 |
| 11. | "Kimishidai ressha" (jap. キミシダイ列車)                   | Taka         | ONE OK ROCK  | 8:13 |

## Notowania
| Lista                       | Pozycja |
| --------------------------- | ------- |
| Oricon Weekly Albums Chart  | 2       |
| Oricon Monthly Albums Chart | 3       |